# نفرین پل هالو
نفرین پل هالو (به انگلیسی: The Curse of Bridge Hollow) یک فیلم کمدی ترسناک آمریکایی محصول ۲۰۲۲ به کارگردانی جف وادلو بر اساس فیلمنامه‌ای از تاد برگر و رابرت روگان است. با بازی مارلون وینز، پریا فرگوسن، کلی رولند، جان مایکل هیگینز، لورن لاپکوس، راب ریگل و نیا واردالوس، این فیلم توسط نتفلیکس در ۱۴ اکتبر ۲۰۲۲ منتشر شد.

## داستان
یک دختر نوجوان به نام سیدنی گوردون که به‌طور تصادفی یک روح باستانی ترسناک را در جشن هالووین آزاد می‌کند. حال سیدنی تلاش می‌کند به همراه پدرش خرابی‌هایی که این روح باستانی ایجاد کرده درست کند و هالووین را نجات دهد اما…

## بازخوردها
در راتن تومیتوز، این فیلم بر اساس رای ۲۶ نقد، با میانگین امتیاز ۵ از ۱۰، ۴۶٪ تأیید شده‌است. در متاکریتیک، این فیلم بر اساس رای ۱۰ منتقد، میانگین وزنی ۳۸ از ۱۰۰ را دارد که نشان‌دهنده «نقدهای عموماً نامطلوب» است.